# 黑晓虎
黑晓虎（1978年3月29日—），中国国家级足球裁判，就职于西安体育学院。2013年主吹中超联赛，之前曾主吹中甲联赛。有时媒体也将其名字误作黑小虎。
2015年底，中国足协提名黑晓虎为2016年国际级足球裁判，随后获得国际足联批准。黑晓虎成为陕西省首位国际级男子足球裁判。

## 争议判罚
- 2009年中国足球甲级联赛延边足球队与北京宏登的比赛，主场球迷认为黑晓虎偏向客队，退场时黑晓虎遭到主场观众围攻，在替补席内躲避杂物袭击。[4]
- 2010年中国足球甲级联赛第五轮成都谢菲联主场对阵广州恒大，黑晓虎判罚引起时任恒大主帅李章洙强烈不满，媒体报道比赛中两人出现对骂。[5]
- 有媒体报道称，黑晓虎很早就开始执法中超，但是由于误判频频，被降入中乙，后来才又回到中甲执法。[6]